# Karl von Stremayr

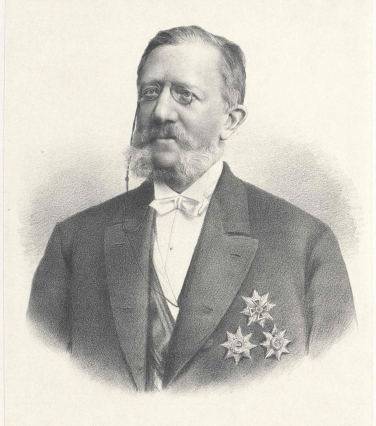
Karl von Stremayr

Ridder Karl von Stremayr (Graz, 30 oktober 1832 - Pottschach, 22 juni 1904) was een Oostenrijks staatsman. Hij was de negende minister-president van Cisleithanië.

## Biografie
Hij studeerde rechten in zijn geboortestad en trad nadien in Oostenrijkse staatsdienst. Hij was procureur-generaal en docent aan de Universiteit van Graz. In 1848-1849 was hij afgevaardigde in de Nationale Vergadering van Frankfurt. Hij werd raadslid op het ministerie van Binnenlandse Zaken in 1868 en van 1870 tot 1879 was hij minister voor Onderwijs en Cultuur. In deze hoedanigheid riep hij het concordaat van 1855 omtrent de onfeilbaarheid van de paus terug. 
Na het aftreden van vorst Auersperg als minister-president in 1879 nam Stremayr op 15 februari de leiding van de regering over. Stremayrs regering was echter slechts een overgangsregering in afwachting van de Rijksraadverkiezingen, die op 12 augustus 1879 aftrad. Hierna werd hij minister van Justitie in de regering van zijn opvolger graaf Taaffe, maar legde dit ambt neer in 1880. Vervolgens werd hij vicevoorzitter van het Oostenrijkse hooggerechtshof, en nadien voorzitter ter opvolging van Anton von Schmerling na diens aftreden in 1891. 
Hij was lid van het Herenhuis, het Oostenrijkse hogerhuis, sinds 1889 en in 1899 ging hij met pensioen. Componist Anton Bruckner droeg zijn vijfde symfonie op aan Stremayr.
Beust · K. von Auersperg · Taaffe · Plener · Hasner von Artha · Potocki · Hohenwart · Holzgethan · A. von Auersperg · Stremayr · Taaffe · Windisch-Graetz · Kielmansegg · Badeni · Gautsch von Frankenthurn · Thun ·  Clary-Aldringen · Wittek · Koerber · Gautsch von Frankenthurn · Hohenlohe-Schillingsfürst · Beck · Bienerth-Schmerling · Gautsch von Frankenthurn · Stürgkh · Koerber · Clam-Martinic · Seidler von Feuchtenegg · Hussarek von Heinlein · Lammasch